# Finale Europees kampioenschap voetbal 2024
De finale van het Europees kampioenschap voetbal 2024 was de zeventiende eindstrijd van het EK voetbal. De voetbalwedstrijd werd op zondag 14 juli 2024 gespeeld tussen Spanje en Engeland in het Olympiastadion te Berlijn met François Letexier als scheidsrechter. Na doelpunten van Nico Williams en Cole Palmer in de tweede helft maakte Mikel Oyarzabal in de slotfase het winnende doelpunt (2–1), waarmee Spanje zijn vierde Europese titel won, een record.

## Organisatie
Op 27 september 2018 werd bekendgemaakt dat Duitsland het EK 2024 zou organiseren, waarna de UEFA in mei 2022 het Olympiastadion aanwees om de finale in te spelen. In het Olympiastadion werden eerder onder andere de finales van het WK 2006 en de UEFA Champions League 2015 gespeeld.
De UEFA stelde op 11 juli 2024 de Fransman François Letexier aan als scheidsrechter voor de finale. Op het EK 2024 floot hij drie eerdere wedstrijden, waaronder de achtste finale van Spanje tegen Georgië (4–1), en hij was eerder de scheidsrechter bij de UEFA Super Cup 2023 en de vierde official bij de UEFA Champions Leaguefinale van 2024. Letexier wordt de tweede Fransman die de EK-finale fluit, nadat Michel Vautrot dat deed in 1988. Hij werd geassisteerd door zijn landgenoten Cyril Mugnier en Mehdi Rahmouni als assistent-scheidsrechters en de Pool Szymon Marciniak als vierde official. De Fransman Jérôme Brisard werd aangesteld als videoscheidsrechter, ondersteund door zijn landgenoot Willy Delajod en de Italiaan Massimiliano Irrati.
Voorafgaand aan de finale werd een sluitingsceremonie gehouden waarbij Meduza, OneRepublic en Leony optreden met het nummer Fire.

## Voorgeschiedenis
Spanje speelde vier keer eerder de finale van het EK; het won de edities van 1964 tegen de Sovjet-Unie (2–1), 2008 tegen Duitsland (0–1) en 2012 tegen Italië (4–0) en verloor in 1984 van Frankrijk (2–0). Voorafgaand aan de EK-finale van 2024 speelde enkel Duitsland meer EK-finales dan Spanje. Engeland speelde eerder enkel de EK-finale in 2021, toen het na strafschoppen verloor van Italië (1–1). Engeland werd het eerste land dat opeenvolgende EK-finales speelde sinds Spanje in 2012.

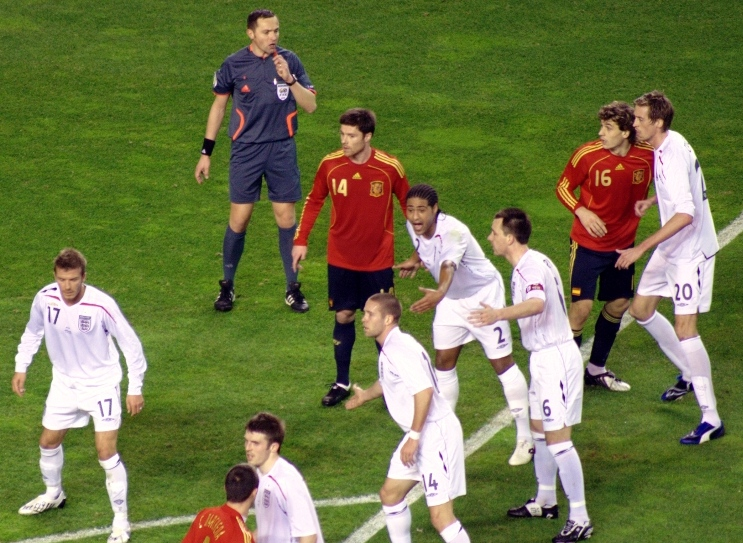
Spanje won in februari 2009 een oefenduel tegen Engeland met 2–0.

Spanje en Engeland speelde eerder tegen elkaar op de EK's van 1980, toen Engeland met 1–2 won in de groepsfase, en 1996, toen Engeland na een 0–0 gelijkspel de penalyserie won. Op WK's won Spanje in 1950 met 1–0 van Engeland in de groepsfase en eindigde in 1982 het onderlinge duel in de tweede groepsfase in doelpuntloos gelijkspel. De meest recente ontmoetingen tussen beide landen voorafgaand aan het EK 2024 was in divisie A van de UEFA Nations League 2018/19, toen beide landen hun uitwedstrijd wonnen. In totaal speelden Spanje en Engeland 27 keer eerder tegen elkaar, waarvan Spanje 10 keer won en Engeland en 13 keer zegevierde.
De Spaanse bondscoach Luis de la Fuente won met Spanje eerder de finale van de UEFA Nations League in 2023, terwijl Gareth Southgate als bondscoach van Engeland eerder de EK-finale in 2021 verloor. Voorafgaand aan de finale stond Spanje achtste op de FIFA-wereldranglijst, terwijl Engeland de vijfde plek op de ranglijst kende.

## Weg naar de finale
| Pos | Team      | Wed | Ptn |
| --- | --------- | --- | --- |
| 1   | Spanje    | 8   | 21  |
| 2   | Schotland | 8   | 17  |
| 3   | Noorwegen | 8   | 11  |
| 4   | Georgië   | 8   | 8   |
| 5   | Cyprus    | 8   | 0   |

| Pos | Team            | Wed | Ptn |
| --- | --------------- | --- | --- |
| 1   | Engeland        | 8   | 20  |
| 2   | Italië          | 8   | 14  |
| 3   | Oekraïne        | 8   | 14  |
| 4   | Noord-Macedonië | 8   | 8   |
| 5   | Malta           | 8   | 0   |

| Pos | Team    | Wed | Ptn |
| --- | ------- | --- | --- |
| 1   | Spanje  | 3   | 9   |
| 2   | Italië  | 3   | 4   |
| 3   | Kroatië | 3   | 2   |
| 4   | Albanië | 3   | 1   |

| Pos | Team       | Wed | Ptn |
| --- | ---------- | --- | --- |
| 1   | Engeland   | 3   | 5   |
| 2   | Denemarken | 3   | 3   |
| 3   | Slovenië   | 3   | 3   |
| 4   | Servië     | 3   | 2   |

### Spanje
Spanje kwalificeerde zich voor de EK-eindronde als groepswinnaar in een kwalificatiegroep met Schotland, Noorwegen, Georgië en Cyprus, nadat Spanje enkel punten verspeelde met een nederlaag in de uitwedstrijd tegen Schotland (2–0). Op het hoofdtoernooi werd Spanje ingedeeld in een groep met Kroatië, titelverdediger Italië en Albanië. Spanje won zijn eerste groepsduel met 3–0 van Kroatië, dankzij doelpunten van Álvaro Morata, Fabián Ruiz en Dani Carvajal in de eerste helft en een gemiste strafschop van Bruno Petković in de tweede helft. In de tweede groepswedstrijd domineerde Spanje tegen Italië en won het met 1–0, dankzij een eigen doelpunt van Riccardo Calafiori. Zo was Spanje vroegtijdig verzekerd van de groepswinst. Ook de laatste groepswedstrijd werd gewonnen; Ferran Torres maakte het enige doelpunt voor een B-elftal van Spanje tegen Albanië. In de achtste finales werd Spanje op een 0–1 achterstand gezet door een eigen doelpunt van Robin Le Normand. Spanje kwam voor de rust via Rodri op gelijke hoogte en kwam vlak na de rust op een 2–1 voorsprong via Ruiz. Vervolgens werd de voorsprong uitgebreid naar een 4–1 overwinning met doelpunten van Nico Williams en Olmo. In de kwartfinales nam Spanje het op tegen gastland Duitsland. Olmo maakte het openingsdoelpunt op aangeven van Lamine Yamal. In de slotfase dwong Florian Wirtz een verlenging af namens Duitsland met een gelijkmaker. In de slotfase van die verlenging kopte Mikel Merino Spanje naar de halve finales. De laatste horde naar de finale voor Spanje was Frankrijk, dat met een kopbal van Randal Kolo Muani de 0–1 maakte. Yamal maakte in de 21ste minuut de gelijkmaker, waarmee hij als 16-jarige de jongste doelpuntenmaker ooit op het EK werd, nadat hij eerder op het EK de jongste speler werd die in actie kwam op een EK. Olmo maakte vier minuten later de 2–1. Spanje hield de voorsprong vast en bereikte zo de finale.

### Engeland
Engeland kwalificeerde zich voor het hoofdtoernooi van het EK als ongeslagen groepswinnaar in een kwalificatiegroep met titelverdediger Italië, Oekraïne, Noord-Macedonië en Malta, nadat enkel punten werden verspeeld met gelijke spelen op bezoek bij Oekraïne (1–1) en Noord-Macedonië (1–1). Engeland werd op de eindronde ingedeeld in een groep met Slovenië, Denemarken en Servië. Tegen Servië in de eerste groepswedstrijd maakte Jude Bellingham in de dertiende minuut het enige doelpunt van de wedstrijd. In het tweede groepsduel tegen Denemarken werd er met 1–1 gelijkgespeeld door doelpunten van aanvoerder Harry Kane en Kasper Hjulmand. Engeland sloot de groepsfase af met een doelpuntloos gelijkspel tegen Slovenië, waarmee Engeland ongeslagen groepswinnaar werd. Engeland kwam in de achtste finales op een achterstand tegen Slowakije door een doelpunt van Ivan Schranz. Bellingham dwong een verlenging af voor Engeland met een rake omhaal in de laatste seconden. Bij de start van de verlenging kopte Kane raak, waardoor Engeland het duel met 2–1 won. Engeland trof vervolgens Zwitserland in de kwartfinales. Breel Embolo tikte in de 75ste minuut het openingsdoelpunt binnen voor de Zwitsers, maakte Bukayo Saka maakte vijf minuten later gelijk. Vervolgens werd er niet meer gescoord, waardoor een penaltyserie volgde. Jordan Pickford redde de poging van Manuel Akanji, terwijl vijf Engelsen raak schoten vanaf elf meter. De laatste horde naar de finale voor Engeland was Nederland, dat in de zevende minuut op een voorsprong kwam met een afstandsschot van Xavi Simons. Kane maakte elf minuten later de gelijkmaker vanaf de penaltystip. In de negentigste minuut schoot invaller Ollie Watkins Engeland uit de draai naar de finale.

## Wedstrijd

### Verloop
Voorafgaand aan de finale werd de EK-trofee het veld op gedragen door Giorgio Chiellini, de Italiaanse aanvoerder in de finale van 2020. De wedstrijd werd bijgewoond door onder anderen de Spaanse koning Felipe VI, de eerste troonopvolger van het Verenigd Koninkrijk William, premier van het Verenigd Koninkrijk Keir Starmer, Duitse bondskanselier Olaf Scholz, voormalig voetballers Gareth Bale, Andrés Iniesta, Gerard Piqué, David Villa en Xavi, zanger Harry Styles en autocoureurs Lando Norris en George Russell.
In de eerste eerste helft waren er geen grote kansen. Vlak voor de rust schoot Phil Foden vanuit een lastige positie uit een volley in de handen van Unai Simón in de korte hoek. In de rust moest de Spaanse bondscoach Luis de la Fuente Rodri wegens een blessure laten vervangen door Martín Zubimendi. Een minuut en acht seconden na de rust schoot Nico Williams het openingsdoelpunt binnen op aangeven van Lamine Yamal. Vervolgens eindigden doelpogingen van Dani Olmo, Williams en Jude Bellingham naast het doel. In de 66ste minuut hield Jordan Pickford een schot van Yamal uit zijn doel. In de 73ste minuut zette invaller Cole Palmer de Engelsen op gelijke hoogte vanaf buiten het strafschopgebied, nadat Bellingham de bal had teruggelegd na een pass van Bukayo Saka. In de slotfase stuitte Yamal op Pickford en werd een voorzet van Marc Cucurella binnengegleden door invaller Mikel Oyarzabal. In de negentigste minuut werden kopballen van Declan Rice en Marc Guéhi van de Spaanse doellijn gehouden door Simón en Olmo, waarna Rice naast kopte. Zo won Spanje de finale met 2–1 en zijn vierde Europese titel.

### Details
|                                               |                            |               |            | |
| 14 juli 2024 «onderlinge duels» 21:00 (UTC+2) | Spanje                     | 2 – 1 (0 – 0) | Engeland   | Stadion: Olympiastadion, Berlijn Toeschouwers: 65.600 Scheidsrechter: François Letexier Assistenten: Cyril Mugnier Assistenten: Mehdi Rahmouni Vierde official: Szymon Marciniak Vijfde official: Tomasz Listkiewicz Video-assistenten: Jérôme Brisard Video-assistenten: Massimiliano Irrati (SVAR) AVAR: Willy Delajod Speler van de wedstrijd: Nico Williams |
| 14 juli 2024 «onderlinge duels» 21:00 (UTC+2) | Williams 47' Oyarzabal 86' | Verslag       | 73' Palmer | Stadion: Olympiastadion, Berlijn Toeschouwers: 65.600 Scheidsrechter: François Letexier Assistenten: Cyril Mugnier Assistenten: Mehdi Rahmouni Vierde official: Szymon Marciniak Vijfde official: Tomasz Listkiewicz Video-assistenten: Jérôme Brisard Video-assistenten: Massimiliano Irrati (SVAR) AVAR: Willy Delajod Speler van de wedstrijd: Nico Williams |
| 14 juli 2024 «onderlinge duels» 21:00 (UTC+2) |                            |               |            | Stadion: Olympiastadion, Berlijn Toeschouwers: 65.600 Scheidsrechter: François Letexier Assistenten: Cyril Mugnier Assistenten: Mehdi Rahmouni Vierde official: Szymon Marciniak Vijfde official: Tomasz Listkiewicz Video-assistenten: Jérôme Brisard Video-assistenten: Massimiliano Irrati (SVAR) AVAR: Willy Delajod Speler van de wedstrijd: Nico Williams |
| 14 juli 2024 «onderlinge duels» 21:00 (UTC+2) |                            |               |            | Stadion: Olympiastadion, Berlijn Toeschouwers: 65.600 Scheidsrechter: François Letexier Assistenten: Cyril Mugnier Assistenten: Mehdi Rahmouni Vierde official: Szymon Marciniak Vijfde official: Tomasz Listkiewicz Video-assistenten: Jérôme Brisard Video-assistenten: Massimiliano Irrati (SVAR) AVAR: Willy Delajod Speler van de wedstrijd: Nico Williams |
|                                               |                            |               |            | |

| Spanje | Engeland |

| Spanje:           |    |                    |     |
|                   |    |                    |     |
| DM                | 23 | Unai Simón         |     |
| RA                | 02 | Dani Carvajal      |     |
| CV                | 03 | Robin Le Normand   | 83' |
| CV                | 14 | Aymeric Laporte    |     |
| LA                | 24 | Marc Cucurella     |     |
| CM                | 16 | Rodri              | 46' |
| CM                | 08 | Fabián Ruiz        |     |
| AM                | 10 | Dani Olmo          | 31' |
| RB                | 19 | Lamine Yamal       | 89' |
| SP                | 07 | Álvaro Morata      | 68' |
| LB                | 17 | Nico Williams      |     |
| Wisselspelers:    |    |                    |     |
| DM                | 01 | David Raya         |     |
| DM                | 13 | Álex Remiro        |     |
| VD                | 04 | Nacho              | 83' |
| VD                | 05 | Daniel Vivian      |     |
| VD                | 12 | Alejandro Grimaldo |     |
| VD                | 22 | Jesús Navas        |     |
| MV                | 06 | Mikel Merino       | 89' |
| MV                | 18 | Martín Zubimendi   | 46' |
| MV                | 25 | Fermín López       |     |
| AV                | 09 | Joselu             |     |
| AV                | 11 | Ferran Torres      |     |
| AV                | 15 | Álex Baena         |     |
| AV                | 21 | Mikel Oyarzabal    | 68' |
| Coach:            |    |                    |     |
| Luis de la Fuente |    |                    |     |

| Engeland:        |    |                        |           |
|                  |    |                        |           |
| DM               | 01 | Jordan Pickford        |           |
| CV               | 02 | Kyle Walker            |           |
| CV               | 05 | John Stones            | 53'       |
| CV               | 06 | Marc Guéhi             |           |
| RM               | 07 | Bukayo Saka            |           |
| CM               | 26 | Kobbie Mainoo          | 70'       |
| CM               | 04 | Declan Rice            |           |
| LM               | 03 | Luke Shaw              |           |
| RB               | 11 | Phil Foden             | 89'       |
| SP               | 09 | Harry Kane             | 25' 61'   |
| LB               | 10 | Jude Bellingham        |           |
| Wisselspelers:   |    |                        |           |
| DM               | 13 | Aaron Ramsdale         |           |
| DM               | 23 | Dean Henderson         |           |
| VD               | 08 | Trent Alexander-Arnold |           |
| VD               | 12 | Kieran Trippier        |           |
| VD               | 14 | Ezri Konsa             |           |
| VD               | 15 | Lewis Dunk             |           |
| VD               | 22 | Joe Gomez              |           |
| MV               | 16 | Conor Gallagher        |           |
| MV               | 21 | Eberechi Eze           |           |
| MV               | 25 | Adam Wharton           |           |
| AV               | 17 | Ivan Toney             | 89'       |
| AV               | 18 | Anthony Gordon         |           |
| AV               | 19 | Ollie Watkins          | 61' 90+1' |
| AV               | 20 | Jarrod Bowen           |           |
| AV               | 24 | Cole Palmer            | 70'       |
| Coach:           |    |                        |           |
| Gareth Southgate |    |                        |           |

### Statistieken
|                        | Spanje | Engeland |
| ---------------------- | ------ | -------- |
| Doelpunten             | 2      | 1        |
| Gele kaarten           | 1      | 3        |
| Rode kaarten           | 0      | 0        |
| Wissels                | 4      | 3        |
| Pogingen op doel       | 5      | 3        |
| Pogingen naast doel    | 5      | 2        |
| Overtredingen          | 11     | 5        |
| Hoekschoppen           | 10     | 2        |
| Buitenspel             | 1      | 0        |
| Passes                 | 544    | 303      |
| Passnauwkeurigheid (%) | 91     | 81       |
| Balbezit (%)           | 63     | 37       |

## Nasleep
Spanje won met de overwinning zijn vierde Europese titel, nadat het eerder kampioen werd in 1964, 2008 en 2012, waarmee het het record overnam van Duitsland. Spanje werd tevens het eerste land dat zeven wedstrijden won op één EK en het eerste land dat vijftien keer scoorde op één EK. Engeland werd met de nederlaag het eerste land dat opeenvolgende EK-finales verloor, nadat het ook de finale van 2020 had verloren. Nico Williams werd benoemd tot Speler van de Wedstrijd door de UEFA. Hij was met 22 jaar en 2 dagen de tweede jongste speler geworden die ooit scoorde in de EK-finale, terwijl Lamine Yamal met 17 jaar en 1 dag de jongste speler was geworden die ooit speelde in een EK- of WK-finale. De Spaanse koning Felipe VI reikte met UEFA-voorzitter Aleksander Čeferin de EK-trofee uit aan de Spaanse aanvoerder Álvaro Morata. Rodri noemde de dag van de finale "waarschijnlijk de beste dag van mijn carrière." De Engelse bondscoach Gareth Southgate zei na de wedstrijd te denken dat Spanje het beste team van het toernooi was. De UEFA analyseerde na afloop dat Spanje in de eerste helft moeite had om te voetballen via het middenveld en vooral via de linkerflank voetbalde, maar dat in de tweede helft oploste met een meer verdedigende positie van Fabián Ruiz, waarmee spits Morata, aanvallende middenvelder Dani Olmo en de rechterflank meer gevonden werden, waarbij ook Engelands druk op de bal minder effectief werd. Rondom de finale deed de politie rondom het stadion 133 aanhoudingen. De avond na de finale werd van Spanje gehuldigd op Plaza de Cibeles, nadat de selectie op bezoek was gegaan bij koning Felipe VI en premier Pedro Sánchez. De Gibraltar Football Association diende een klacht in bij de UEFA, nadat op de huldiging 'Gibraltar is Spaans' werd gezongen. Southgate stapte twee dagen na de finale op als bondscoach van Engeland.
RFEF · A-internationals · Selecties · Bondscoaches · Spaans vrouwenelftal · Olympisch elftal · Spanje U21 · Spanje U20 · Spanje U19 · Spanje U18 · Spanje U17 · Spanje U16 · Vrouwen U17
1920 – 1929 ·
1930 – 1939 ·
1940 – 1949 ·
1950 – 1959 ·
1960 – 1969 ·
1970 – 1979 ·
1980 – 1989 ·
1990 – 1999 ·
2000 – 2009 ·
2010 – 2019 ·
2020 − 2029
EK's: 1964 · 
1980 · 
1984 · 
1988 · 
1996 · 
2000 · 
2004 · 
2008 · 
2012 · 
2016 · 
2020 · 
2024
WK's: 1934 · 
1950 · 
1962 · 
1966 · 
1978 · 
1982 · 
1986 · 
1990 · 
1994 · 
1998 · 
2002 · 
2006 · 
2010 · 
2014 · 
2018 · 
2022
OS: 1920 ·
1924 · 
1928 · 
1968 · 
1976 · 
1980 · 
1992 · 
1996 · 
2000 · 
2012 ·
2020
1920 · 
1921 · 
1922 · 
1923 · 
1924 · 
1925 · 
1926 · 
1927 · 
1928 · 
1929 · 
1930 · 
1931 · 
1932 · 
1933 · 
1934 · 
1935 · 
1936 · 
1937 · 1939 · 1940 · 
1941 · 
1942 · 
1943 · 1944 · 
1945 · 
1946 · 
1947 · 
1948 · 
1949 · 
1950 · 
1952 · 
1952 · 
1953 · 
1954 · 
1955 · 
1956 · 
1957 · 
1958 · 
1959 · 
1960 · 
1961 · 
1962 · 
1963 · 
1964 · 
1965 · 
1966 · 
1967 · 
1968 · 
1969 · 
1970 · 
1971 · 
1972 · 
1973 · 
1974 · 
1975 · 
1976 · 
1977 · 
1978 · 
1979 · 
1980 · 
1981 · 
1982 · 
1983 · 
1984 · 
1985 · 
1986 · 
1987 · 
1988 · 
1989 · 
1990 · 
1991 · 
1992 · 
1993 · 
1994 · 
1995 · 
1996 · 
1997 · 
1998 · 
1999 · 
2000 · 
2001 · 
2002 · 
2003 · 
2004 · 
2005 · 
2006 · 
2007 · 
2008 · 
2009 · 
2010 · 
2011 · 
2012 · 
2013 ·
2014 ·
2015 ·
2016 ·
2017 ·
2018 ·
2019 ·
2020 ·
2021 ·
2022
Albanië ·
Algerije ·
Andorra ·
Argentinië ·
Armenië ·
Australië ·
Azerbeidzjan ·
België ·
Bolivia ·
Bosnië en Herzegovina ·
Brazilië ·
Bulgarije ·
Canada ·
Chili ·
China ·
Colombia ·
Costa Rica ·
Cyprus ·
DDR ·
Denemarken ·
Duitsland ·
Ecuador ·
Egypte ·
El Salvador ·
Engeland ·
Estland ·
Equatoriaal-Guinea · 
Faeröer ·
Finland ·
Frankrijk ·
GOS ·
Georgië ·
Griekenland ·
Haïti ·
Honduras ·
Hongarije ·
Ierland ·
IJsland ·
Irak ·
Iran ·
Israël ·
Italië ·
Ivoorkust ·
Japan ·
Joegoslavië ·
Jordanië ·
Kosovo ·
Kroatië ·
Letland ·
Liechtenstein ·
Litouwen ·
Luxemburg ·
Malta ·
Marokko ·
Mexico ·
Nederland ·
Nieuw-Zeeland ·
Nigeria ·
Noord-Ierland ·
Noord-Macedonië ·
Noorwegen ·
Oekraïne ·
Oostenrijk ·
Panama ·
Paraguay ·
Peru ·
Polen ·
Portugal ·
Puerto Rico ·
Roemenië ·
Rusland ·
San Marino ·
Saoedi-Arabië ·
Schotland ·
Servië ·
Servië en Montenegro ·
Slovenië ·
Slowakije ·
Sovjet-Unie ·
Tahiti ·
Tsjechië ·
Tsjecho-Slowakije ·
Tunesië ·
Turkije ·
Uruguay ·
Venezuela ·
Verenigde Staten ·
Wales ·
Wit-Rusland ·
Zuid-Afrika ·
Zuid-Korea ·
Zweden ·
Zwitserland
Australië (2014) ·
Brazilië (2013) ·
Chili (2010) ·
Chili (2014) ·
Costa Rica (2022) ·
Duitsland (2008) ·
Duitsland (2022) ·
Engeland (1982) ·
Engeland (2024) ·
Frankrijk (1984) ·
Frankrijk (2006) ·
Frankrijk (2012) ·
Frankrijk (2021) ·
Griekenland (2008) ·
Honduras (2010) ·
Ierland (2012) ·
Iran (2018) ·
Italië (2008) ·
Italië (2012, 1) ·
Italië (2012, 2) ·
Italië (2016) ·
Italië (2021) ·
Japan (2022) ·
Kroatië (2012) ·
Kroatië (2021) ·
Marokko (2018) ·
Marokko (2022) ·
Nederland (2010) ·
Nederland (2014) ·
Oekraïne (2006) ·
Paraguay (2002) ·
Polen (2021) ·
Portugal (2012) ·
Portugal (2018) ·
Rusland (2008, 1) ·
Rusland (2008, 2) ·
Rusland (2018) ·
Saoedi-Arabië (2006) ·
Slovenië (2002) ·
Slowakije (2021) ·
Sovjet-Unie (1964) ·
Tsjechië (2016) ·
Tunesië (2006) ·
Turkije (2016) ·
West-Duitsland (1982) ·
Zuid-Afrika (2002) ·
Zweden (2008) ·
Zweden (2021) ·
Zwitserland (2010) ·
Zwitserland (2021)
FA · A-internationals · Selecties · Bondscoaches · Engels vrouwenelftal · Brits olympisch elftal · Engeland -21 · Engeland -20 · Engeland -19 · Engeland -18 · Engeland -17 · Engeland -16 · Vrouwen -17
1872 – 1899 ·
1900 – 1919 ·
1920 – 1929 ·
1930 – 1939 ·
1940 – 1949 ·
1950 – 1959 ·
1960 – 1969 ·
1970 – 1979 ·
1980 – 1989 ·
1990 – 1999 ·
2000 – 2009 ·
2010 – 2019 ·
2020 − 2029
EK's: 1968 ·
1980 ·
1988 ·
1992 ·
1996 ·
2000 ·
2004 ·
2012 · 
2016 · 
2020 · 
2024
WK's: 1950 ·
1954 ·
1958 ·
1962 ·
1966 ·
1970 ·
1982 ·
1986 ·
1990 ·
1998 ·
2002 ·
2006 ·
2010 ·
2014 ·
2018 · 
2022
Albanië ·
Algerije ·
Andorra ·
Argentinië ·
Australië ·
Azerbeidzjan ·
België ·
Bosnië en Herzegovina ·
Brazilië ·
Bulgarije ·
Canada ·
Chili ·
China ·
Colombia ·
Costa Rica ·
Cyprus ·
Denemarken ·
DDR · 
Duitsland ·
Ecuador ·
Egypte ·
Estland ·
Finland ·
Frankrijk ·
Georgië ·
Ghana ·
GOS ·
Griekenland ·
Honduras ·
Hongarije ·
Ierland ·
IJsland · 
Iran ·
Israël ·
Italië ·
Ivoorkust ·
Jamaica ·
Japan ·
Joegoslavië ·
Kameroen ·
Kazachstan ·
Koeweit ·
Kosovo ·
Kroatië ·
Liechtenstein ·
Litouwen ·
Luxemburg ·
Maleisië ·
Malta ·
Marokko ·
Mexico ·
Moldavië ·
Montenegro ·
Nederland ·
Nieuw-Zeeland ·
Nigeria ·
Noord-Ierland ·
Noord-Macedonië ·
Noorwegen ·
Oekraïne ·
Oostenrijk ·
Panama · 
Paraguay ·
Peru · 
Polen ·
Portugal ·
Roemenië ·
Rusland ·
San Marino · 
Saoedi-Arabië ·
Schotland ·
Senegal ·
Servië ·
Servië en Montenegro · 
Slovenië ·
Slowakije ·
Sovjet-Unie ·
Spanje ·
Trinidad en Tobago ·
Tsjechië ·
Tsjecho-Slowakije ·
Tunesië ·
Turkije ·
Uruguay ·
Verenigde Staten ·
Wales ·
Wit-Rusland ·
Zuid-Afrika ·
Zuid-Korea ·
Zweden ·
Zwitserland
Algerije (2010) · 
Argentinië (1986) · 
Argentinië (1998) · 
Argentinië (2002) · 
België (1990) · 
België (2018, 1) · 
België (2018, 2) · 
Brazilië (2002) · 
Colombia (1998) ·
Colombia (2018) ·
Costa Rica (2014) ·
Denemarken (2002) ·
Denemarken (2021) · 
Duitsland (2000) ·
Duitsland (2010) ·
Duitsland (2021) ·
Ecuador (2006) ·
Egypte (1990) ·
Frankrijk (1982) ·
Frankrijk (2012) ·
Frankrijk (2022) ·
Ierland (1990) · 
IJsland (2016) ·
Italië (1990) · 
Italië (2012) · 
Italië (2014) · 
Italië (2021) · 
Kameroen (1990) · 
Koeweit (1982) · 
Kroatië (2018) ·
Kroatië (2021) · 
Marokko (1986) · 
Nederland (1990) · 
Nigeria (2002) · 
Oekraïne (2012) · 
Oekraïne (2021) ·
Panama (2018) · 
Paraguay (1986) · 
Paraguay (2006) · 
Polen (1986) · 
Portugal (1986) · 
Portugal (2000) · 
Portugal (2006) · 
Roemenië (1998) ·
Roemenië (2000) ·
Rusland (2016) ·
Schotland (2021) ·
Senegal (2022) ·
Slovenië (2010) ·
Slowakije (2016) ·
Spanje (1982) ·
Spanje (2024) ·
Trinidad en Tobago (2006) ·
Tsjechië (2021) ·
Tsjecho-Slowakije (1982) ·
Tunesië (1998) ·
Tunesië (2018) ·
Uruguay (2014) ·
Verenigde Staten (2010) ·
Wales (2016) · 
West-Duitsland (1966) ·
West-Duitsland (1982) ·
West-Duitsland (1990) ·
Zweden (2002) ·
Zweden (2006) · 
Zweden (2012)